# Isprepletena kustovnica
Isprepletena kustovnica ( lat. Lycium intricatum), To je polusukulentni podgrm ili grm iz porodice pomoćnica koji prvenstveno raste u pustinjskim ili suhim grmovitim područjima. Izvorni areal ove vrste je Makaronezija, i zapadni Mediteran, od Španjolske na sjeveru na jug do u Mauritaniju, a ima je i u Hrvatskoj.

## Opis
To je polusukulentni polugrm ili grm u biomu pustinje ili suhog grmlja. Postoje dvije podvrste.

## Podvrste
- Lycium intricatum subsp. intricatum
- Lycium intricatum subsp. pujosii Sauvage, marokanski endemski grm.